# Emilie Schrøder
Emilie Nicole Schrøder (født 11. november 2002 i Espergærde, Danmark) er en kvindelig dansk fodboldspiller, der spiller målvogter for B.93's kvindehold i kvindernes 1. division.
Hun blev hentet til B.93's kvindehold i 1. division i juli 2020, som skifte fra ligaklubben FC Nordsjælland. Hun fik sin officielle debut for 1. divisionsklubben den. 24. oktober 2020 i et 1-1 uafgjort mod Herlufsholm GF i en 1. divisionskamp i 2020-21 sæsonen. Hun har i alt optrådt 17 gange for klubben og været fast førstekeeper for holdet i 2020-21 sæsonen.